# Polo sur éléphant

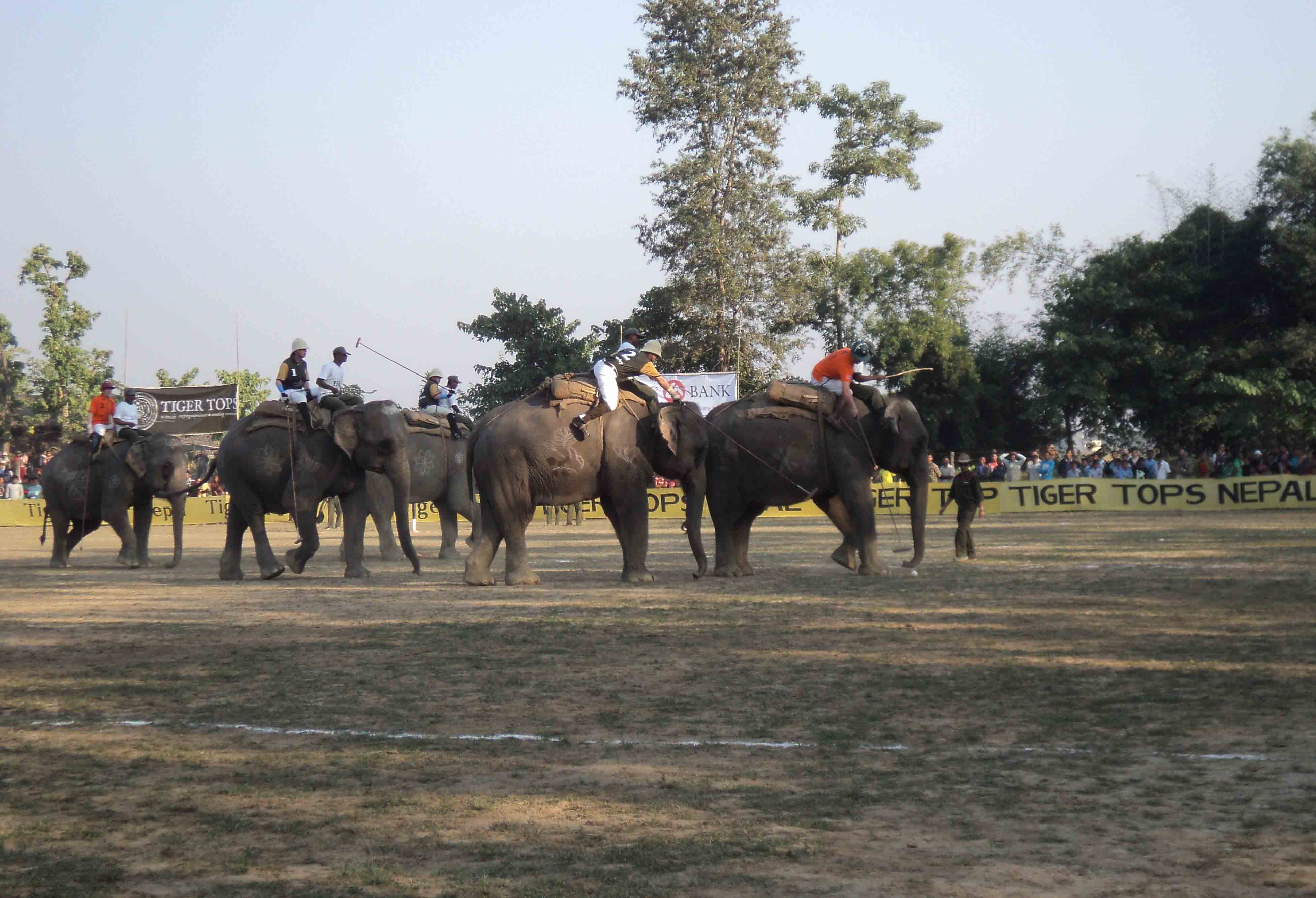
Match de polo sur éléphant.

Le polo sur éléphant est une variante du polo dont la particularité réside dans l'utilisation d'éléphants à la place des chevaux. Il se joue au Népal, au Sri Lanka, au Rajasthan (Inde) et en Thaïlande.
Généralement, deux personnes montent chaque éléphant, un cornac qui guide l'éléphant et un joueur qui frappe la balle et indique la direction au cornac. Le maillet servant à jouer est plus grand mais le reste de l'équipement est similaire.
Le jeu est plus lent qu'à cheval.